# Billy Milano (cantante)
Billy Milano, pseudonimo di William John Massie (New York, 3 giugno 1964), è un cantante e bassista statunitense.
È noto soprattutto per aver fatto parte del gruppo crossover thrash Stormtroopers of Death (S.O.D.) e per i suoi atteggiamenti provocatori sul palco, molto spesso non politicamente corretti. Tutt'oggi vive ad Austin, in Texas.

## Biografia

### Le origini e la fondazione dei S.O.D.
Nasce a New York, nel Bronx, e trascorre qui la sua giovinezza da teppista. Fin da ragazzino rimane affascinato dalla scena punk del suo quartiere, e decide di imparare a suonare il basso, esibendosi con svariate formazioni locali. Proprio tramite una di esse, i The Psychos, conosce gli Anthrax, che gli propongono di unirsi a loro come roadie. Nel 1985 Scott Ian, chitarrista degli Anthrax, avendo del tempo libero, scrive dei testi per un ipotetico gruppo parallelo, nel quale effettivamente entrano a far parte il batterista Charlie Benante (a sua volta membro degli Anthrax) e il bassista Dan Lilker (ex componente degli stessi Anthrax, poi bassista dei Nuclear Assault): in questo modo nascono i S.O.D., che hanno come cantante lo stesso Milano. 
Dopo aver registrato una demo di ben 63 pezzi (la durata di ognuno dei quali non supera il minuto di lunghezza), gli Stormtroopers of Death si recano quindi in studio e, in soli tre giorni, registrano il loro primo album, Speak English or Die. Questo album ottenne grande successo, grazie alle sue canzoni brevi, velocissime e semplici, il carisma di Milano e i suoi testi satirici e politicamente scorretti, connotati da un umorismo altamente provocatorio. Il gruppo parte per un breve tour e, nel 1986, si scioglie per permettere a Ian e Benante di concentrarsi sugli Anthrax, nonostante fosse già stato pianificato un ipotetico secondo album del gruppo. 

### La creazione dei M.O.D.
Milano, rimasto senza un gruppo in cui suonare, decide di fondare una sua band, insieme al chitarrista Tim McMurtrie, al bassista Ken Ballone e al batterista Keith Davis, iM.O.D.. Ri-registrando tutto il materiale inutilizzato dagli S.O.D., il gruppo pubblica il suo primo album, U.S.A. for M.O.D., che di fatto è composto da canzoni che avrebbero dovuto far parte del secondo album del gruppo precedente. Vari cambi di line-up si susseguono negli M.O.D., che pubblicano nel 1989 il loro secondo album, Gross Misconduct. In quest'album la musica si indurisce sterzando verso sonorità più thrash metal, e i testi perdono parte della loro vena satirica e provocatoria per assumere tematiche più serie ed impegnate. Nel 1992 gli S.O.D. si riuniscono occasionalmente per un concerto, Live at Budokan. Nello stesso anno gli M.O.D. registrano il loro terzo album, Rhythm of Fear, dove Milano suona anche il basso a causa dell'abbandono di un precedente membro. Ricostruita una nuova formazione, il gruppo pubblica nel 1994 l'album Devolution, che vede Billy nell'inedito ruolo di cantante/chitarrista. 

### I litigi e lo scioglimento
Dopo la pubblicazione, però, negli M.O.D. inizia una crisi interna che mina alla stabilità del gruppo stesso. Nell'album successivo infatti, Dictated Aggression del 1996, è Billy Milano a svolgere gran parte del lavoro, cantando e suonando basso e chitarra. La band entra in una crisi profonda e l'anno successivo, nel 1997, si scioglie. Lo stesso anno, gli S.O.D. si riformano con la stessa formazione originale, esibendosi in vari concerti, e registrano nel 1999 il loro secondo album, Bigger Than the Devil. L'album riscuote un discreto successo tra i fan del gruppo e la band parte per un nuovo tour, ripreso nel CD live Speak English or Live. Nel 2001 il gruppo entra in studio per registrare un terzo album (dal titolo Rise of the Infields), ma alcuni screzi tra i membri, in particolare tra Milano e Ian, rallentano il lavoro, e la band entra in un periodo di pausa, durante il quale Billy riforma gli M.O.D. con una nuova formazione, che lo vede nuovamente come cantante e bassista. Nel frattempo i problemi tra gli S.O.D. si aggravano, e nel 2002 il gruppo si scioglie definitivamente.

### Le attività postume e gli "United Forces"
Nel 2005 Billy partecipa alle registrazioni dell'album Dark Ages dei Soulfly, cantando su una canzone. Un nuovo album degli M.O.D. dal titolo Red, White & Screwed viene pubblicato nel 2007, seguito nel 2009 da quella sul DVD del concerto a Budokan del '92. Nello stesso 2003 Billy entra come bassista in un nuovo gruppo Anthem, che tuttavia ha vita breve e dopo pochi mesi si dissolve. Nel settembre del 2009 Billy appare in veste di ospite ad un concerto dei Lamb of God, cantando una cover di United Forces degli Stormtroopers of Death. Nel 2010 Milano entra a far parte del gruppo canadese Mastery, con i quali pubblica nel 2012 l'album In the Key of Kill. Nello stesso anno Milano abbandona la band, e smentisce tutte le voci di una presunta reunion degli S.O.D., rilasciando pesanti dichiarazioni contro Scott Ian. Tuttavia, una nuova probabilità emerge quando nell'agosto del 2012 Milano e Dan Lilker appaiono ad un concerto dei Municipal Waste, suonando una cover di United Forces. Ad ottobre Billy annuncia una nuova serie di concerti degli M.O.D. prevista per la primavera del 2013, e il 24 dicembre del 2012 dichiara di aver riformato gli S.O.D. con il nome di United Forces (infatti i diritti sul nome appartengono a Ian), insieme a Lilker, al chitarrista Anton Reisenegger e al batterista Nicholas Barker. Il primo concerto del gruppo si tiene il 26 febbraio del 2013.

## Discografia

### Con gli S.O.D.
- 1985 - Speak English or Die
- 1992 - Live at Budokan (live)
- 1999 - Bigger Than the Devil
- 2001 - Speak English or Live (live)
- 2007 - Rise of the Infidels (EP)

### Con gli M.O.D.
- 1987 - U.S.A. for M.O.D.
- 1988 - Surfin' M.O.D. (EP)
- 1989 - Gross Misconduct
- 1992 - Rhythm of Fear
- 1994 - Devolution
- 1996 - Dictated Aggression
- 2003 - The Rebel You Love to Hate
- 2007 - Red, White & Screwed
- 2017 - Busted, Broke & American

### Con i Mastery
- 2012 - In the Key of Kill

## Curiosità
- Milano è nato il 3 giugno del 1964, lo stesso giorno di nascita di Kerry King, chitarrista degli Slayer.